# Victor Hubinon
Victor Hubinon (Angleur, 24 april 1924 – My (Ferrières), 8 januari 1979) was een Waalse striptekenaar. 
Hij is een van de co-auteurs van de stripreeks Buck Danny, met scenarist Jean-Michel Charlier. Samen maakten ze de eerste 40 Buck Danny-stripverhalen en de eerste 18 Roodbaard-verhalen.

## Eerste jaren
Hubinon werd geboren in het Waalse deel van België. Na zijn schooltijd werd hij aangenomen op de École des Beaux Arts in Luik waar hij zich bekwaamde in decoratietechnieken, etsen, schilderen en tekenen. Tijdens de bezetting van België door nazi-Duitsland tussen 1940-1944 vluchtte Hubinon naar Engeland en vocht aan de zijde van de geallieerden. Terug in België kreeg hij een baantje als retoucheur van tekeningen bij het dagblad La Wallonie. Al snel nam hij ontslag en trad als tekenaar in dienst bij het dagblad La Meuse, de concurrent van La Wallonie. In 1946 werd hij door de journalist en zakenman Georges Troisfontaines gevraagd het pas gestarte persagentschap World Press te komen versterken. Daar ontmoette hij ook striptekenaar en scenarist Jean-Michel Charlier. Samen met Charlier maakte Hubinon in 1946 een kort oorlogsstripverhaal L'Agonie du “Bismarck” (De doodsstrijd van de “Bismarck”) voor het tijdschrift Spirou. In hetzelfde jaar werkte Hubinon aan de strips Loudemer en Durdefeuille voor het tijdschrift Le Moustique. Hij gebruikte hiervoor het pseudoniem Victor Hughes.

## De geboorte van Buck Danny
Samen met Troisfontaines bedacht Hubinon een nieuwe strip over Buck Danny, een piloot in de Amerikaanse luchtmacht. Aanvankelijk schreef Troisfontaines het scenario, maar al snel nam Charlier dit karwei over. Omdat Hubinon moeite had met het tekenen van vliegtuigen, ondersteunde Charlier hem ook hier. Na een paar jaar nam Hubinon ook dit gedeelte van het tekenwerk over. Het uiterlijk van Buck Danny baseerde Hubinon op Troisfontaines, al zou Danny zelf in de komende vijftig jaar niet verouderen. De strip, voor het eerst gepubliceerd in Spirou in januari 1947, werkte met de zogenaamde opschuivende tijdlijn, waarbij de personages niet verouderen, maar de omgeving, voertuigen etc. wel, evenals de actuele omstandigheden. De strip werd een kassucces; er werden zo’n twintig miljoen albums van de serie verkocht. Hubinon zou zijn geesteskind trouw blijven tot zijn dood in 1979. Naast het werk aan Buck Danny tekende Hubinon ook de humoristische strips Rik junior (als Victor Hughes) en nam hij afleveringen van Blondie en Blinkie (Blondin et Cirage) over van Jijé. Ook werkte hij aan strips als Fifi en Pistolin. Samen met Charlier (scenario) maakte hij twee getekende biografieën van de piraat Surcouf (1949-1952) en de vliegenier Mermoz (1955).  Charlier en Hubinon maakten onder het pseudoniem Charvick ook de strip Joe la Tornade voor het tijdschrift Aventures illustrées-Bimbo (1948). Onder hun eigen naam bedachten Charlier en Hubinon het oorlogsverhaal Tarawa, Atoll Sanglant, voor het tijdschrift Le Moustique. Daarnaast maakte Hubinon de strip Tiger Joe voor La Libre Junior.

## De geboorte vanRoodbaard
In 1959 kwam het eerste nummer van het tijdschrift Pilote uit. Hubinon was een van de oprichters. Samen met Charlier zette hij een nieuwe strip op: Barbe-Rouge, Le Démon des Caraibes, in het Nederlands beter bekend als Roodbaard. Ervaring met het tekenen van piraten had Hubinon al opgedaan met het tekenen over Surcouf en Mermoz. Hoewel de hoofdpersoon Roodbaard al snel naar het tweede plan verhuisde en de avonturen meer om zijn aangenomen zoon, Erik, draaiden, bleef de strip Roodbaard heten. Net als Buck Danny werd Roodbaard een klassieker en Hubinon bleef ook deze creatie trouw tot aan zijn dood. Naast Roodbaard en Buck Danny werkte Hubinon van 1963 tot 1965 aan het scenario van Pathos de Setungac getekend door Eddy Paape. Het verhaal werd gepubliceerd in het tijdschrift Record. Hubinon won in 1971 de Prix Saint-Michel voor het beste realistische tekenwerk en wordt genoemd als "een van de meesters der Franco-Belgische realistische striptekenaars". In 1978 bedacht Hubinon zijn eerste eigen personage La Mouette (Het Meeuwtje), over een vrouwelijke piraat, waarvoor hij zowel het scenario als het tekenwerk deed. Maar het personage was geen lang leven beschoren. Hubinon hield er een ongezonde levensstijl op na met een grote alcoholconsumptie. Hij overleed op 54-jarige leeftijd aan zijn tekentafel na een hartaanval. De Roodbaard-strip werd voortgezet door Jijé.

## Trivia
- Voor de Lucky Luke-strip In de schaduw der boortorens (1962) baseerde Morris het uiterlijk van het personage Barry Blunt op het uiterlijk van Hubinon.[2]

- Bibsys: 15009109
- Biblioteca Nacional de España: XX1724504
- Bibliothèque nationale de France: cb119079001 (data)
- Gemeinsame Normdatei: 1027089933
- International Standard Name Identifier: 0000 0001 2118 4783
- Library of Congress Control Number: no2008164548
- Nederlandse Thesaurus van Auteursnamen: 068404514
- RKD-Nederlands Instituut voor Kunstgeschiedenis: 40260
- Système universitaire de documentation: 026926725
- Virtual International Authority File: 4931287
- WorldCat: E39PBJcwFBG7WM343KkbWWDwmd